# Adriano Mascheroni
Adriano Mascheroni (falecido em 1531) foi um prelado católico romano que serviu como bispo de Sora (1530–1531).

## Biografia
No dia 21 de outubro de 1530, Adriano Mascheroni foi nomeado Bispo de Sora durante o papado de Clemente VII, onde serviu como bispo até à sua morte em 1531.